# Turija (Srbobran)
Turija (serbocroata cirílico: Турија) es un pueblo de Serbia perteneciente al municipio de Srbobran en el distrito de Bačka del Sur de la provincia autónoma de Voivodina.
En 2011 tenía 2300 habitantes, casi todos ellos étnicamente serbios.
Se conoce la existencia del pueblo en documentos desde el año 1426, aunque entonces era una pequeña aldea. El desarrollo de la actual localidad tuvo lugar a mediados del siglo XVIII, cuando se construyeron sus primeras escuela e iglesia. El pueblo es conocido por ser el lugar de nacimiento de Petar Drapšin, uno de los principales líderes militares yugoslavos de la Segunda Guerra Mundial. Anualmente se celebra en el pueblo uno de los principales festivales rurales del país, una fiesta gastronómica de salchichas conocida como la Kobasicijada.
Se ubica en la periferia suroriental de la capital municipal Srbobran, sobre la carretera 115 que lleva a Nadalj.